# MAN TGM
MAN TGM è un autocarro medio prodotto da MAN dal 2005.

## Storia
Gli autocarri del modello TGM appartengono al segmento medio in termini di tonnellaggio (peso lordo 13-18 tonnellate). I camion a lungo raggio e per le consegne hanno un peso lordo da 15 a 18 tonnellate, una disposizione delle ruote di 4 * 2 e un passo da 3525 a 6175 mm (la lunghezza del corpo, rispettivamente, va da 3,9 a 8,1 m). I veicoli per le consegne sono dotati di cabina C, L e DoKa, mentre i veicoli a lungo raggio sono dotati di cabina Lx. Sui veicoli con un peso lordo di 15 tonnellate sono installate ruote da 19,5 pollici, su quelle più pesanti da 22,5 pollici. I modelli destinati al funzionamento nei cantieri hanno un peso lordo da 18 a 26 tonnellate. Vengono prodotti anche veicoli con formula 4x4, adatti alla guida fuoristrada, con un peso lordo da 13 a 18 tonnellate.
Le vetture erano equipaggiate con motori diesel a 6 cilindri in linea D0836 da 6,9 litri con una capacità di 240, 280 e 326 CV. con., omologati Euro3/Euro4. Con l'avvento degli standard sulle emissioni Euro 5 e superiori, la gamma di motori è leggermente cambiata a 250, 290 e 340 CV. con. I motori sono abbinati a un cambio manuale a 9 velocità Eaton tipi FS8309/FSO8309, ZF Ecomid 9S-1110/9S-1310 o un automatizzato ZF AS Tronic Mid 12AS-1210 a 12 velocità con sistema MAN TipMatic.